# Golpe de Estado en Somalia de 1969
El golpe de Estado en Somalia de 1969 fue la sangrienta toma del gobierno de Somalia el 21 de octubre de 1969 por oficiales militares del Concejo Supremo Revolucionario liderados por Siad Barre. Las tropas somalíes apoyadas por tanques bajo el mando de Barre irrumpieron en Mogadiscio, tomaron edificios gubernamentales clave y ordenaron la dimisión de los líderes del país. El golpe derrocó al presidente Sheikh Mukhtar Mohamed Hussein y al Primer Ministro Mohammad Egal, y condujo al gobierno militar de Barre que duró veintiún años y a la imposición de un gobierno autoritario en Somalia hasta 1991.
Como resultado de las elecciones parlamentarias de marzo de 1969, que estuvieron muy disputadas, y de las tensiones políticas, el golpe condujo a la represión política y a que Somalia se convirtiera en un virtual estado satélite soviético hasta 1977, momento en el que se convirtió en un aliado de los Estados Unidos. Fue el primer golpe exitoso, después de dos intentos fallidos anteriores, en la historia de Somalia desde que el país logró su independencia nueve años antes, en 1960.

## Contexto
Somalia se independizó en 1960, creando la República de Somalia a partir de la antigua Somalia italiana y la antigua Somalia británica. Los primeros líderes de la nueva república fueron el presidente Aden Abdullah Osman Daar, quien sirvió como jefe de Estado y el primer ministro Abdirashid Sharmarke de la Liga de la Juventud Somalí. Debido a que Somalia estaba compuesta por dos territorios recientemente unificados, el país estaba dividido en muchos aspectos, como impuestos, policía, sistemas legales y administración; sin embargo, estas diferencias se resolvieron en gran medida en un referéndum de 1961 sobre una nueva constitución en el que participaron más del 90% de los votantes aprobaron la propuesta.
A pesar de la ratificación de una nueva constitución, Somalia seguía profundamente dividida entre líneas étnicas, políticas y de clanes. En 1961, tuvo lugar una rebelión de oficiales subalternos del ejército británico entrenados en el norte de Somalia, pero fue sofocada y resultó en la muerte de un oficial. Las primeras elecciones legislativas del país se celebraron en 1964, y la Liga Juvenil Somalí obtuvo 69 de los 123 escaños de la Asamblea Nacional. El resto de los escaños del parlamento se repartieron entre 11 partidos. En 1967, Abdirashid Ali Shermarke, el primer ministro italiano educado y miembro de la Liga de la Juventud Somalí (SYL), fue elegido presidente de Somalia. En marzo de 1969 se celebró otra elección legislativa con 64 partidos en competencia, siendo el SYL el único partido político que tenía candidatos en todos los distritos electorales. El número de partidos políticos era típico de Somalia debido a la amplia gama de diferentes clanes y grupos étnicos y al hecho de que el requisito previo para postularse era simplemente el patrocinio del clan o el apoyo de 500 votantes. Las elecciones fueron muy polémicas y la Liga Juvenil Somalí obtuvo una mayoría aún mayor en el parlamento. Las acusaciones de fraude electoral y corrupción proliferaron y más de 25 personas murieron en actos de violencia relacionados con las elecciones. Entre los somalíes creció una percepción general de que el SYL se estaba volviendo cada vez más autoritario en su gobierno. Esta opinión se vio agravada por el hecho de que el recién formado gobierno del Primer Ministro Egal ignoró en gran medida las acusaciones de fraude y corrupción.
El mayor general Siad Barre, antiguo oficial italiano de policía durante la época colonial y miembro del clan Darod, comandante del ejército somalí marxista y nacionalista, emergió como líder del Consejo Supremo Revolucionario, un grupo de militares y policías somalíes con rangos que iban desde mayor general hasta capitán.

## Golpe de Estado

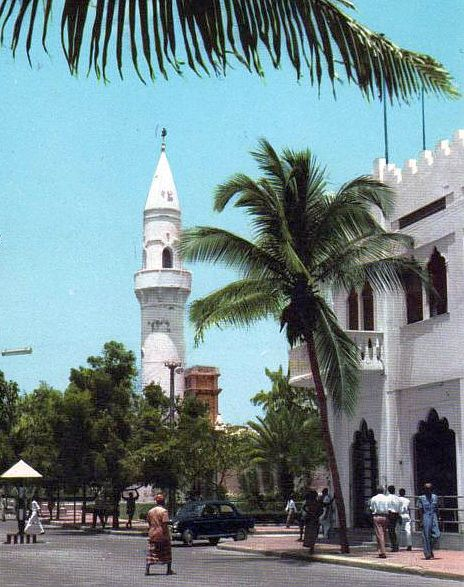
Centro de la ciudad de Mogadiscio en 1963.

El 15 de octubre de 1969, el presidente Abdirashid Ali Sharmarke, el segundo presidente de Somalia en la era poscolonial, fue asesinado a tiros por su guardaespaldas con un rifle automático cuando salía de un automóvil en la ciudad norteña de Las Anod. Fue sucedido por el presidente interino Sheikh Mukhtar Mohamed Hussein.
El golpe de Estado se produjo en la madrugada del 21 de octubre de 1969. Tropas de las Fuerzas Armadas Nacionales de Somalia apoyadas por tanques y comandadas por varios miembros del Concejo Revolucionario Supremo sellaron varios sitios estratégicos en Mogadiscio, incluido el edificio del parlamento, el Ministerio de Información, Radio Mogadiscio, el cuartel general de la policía y la mansión del Primer Ministro Egal. Importantes funcionarios del gobierno fueron secuestrados y encarcelados. Varios ex altos políticos somalíes también fueron detenidos durante el golpe, entre ellos el expresidente Aden Adde y el ex primer ministro Abdirizak Haji Hussein. Ambos fueron detenidos hasta 1973. El primer ministro Egal también fue encarcelado, pero en régimen de aislamiento.
Después de que las fuerzas militares se apoderaran de Radio Mogadishu, la estación comenzó a transmitir música marcial como una forma de transmitir los motivos de los golpistas, incluida la canción "O muerte apocalíptica o victoria de la vida", que invocaba imágenes de varios animales salvajes, como leones y caballos. En su primer discurso radiofónico durante el golpe, Barre condenó la «corrupción» del antiguo régimen. También explicó que aunque el gobierno que había derrocado era inepto y corrupto, no todos sus miembros eran criminales, quizás reconociendo que él había sido parte del mismo sistema que acababa de derrocar.
En 1970, un año después del golpe, Siad Barre declaró a Somalia como un estado socialista y emprendió la «somalización» del país, esencialmente un gran plan para disminuir las lealtades de los clanes y crear un país «obediente».

## Consecuencias
El Concejo Supremo Revolucionario, de 25 miembros, que en esencia fue una junta militar, asumió todas las funciones del Estado después del golpe, incluida la presidencia, la Asamblea Nacional y el Concejo de Ministros. El país pasó a llamarse República Democrática de Somalia y se llevó a cabo una purga política: se prohibieron los partidos políticos, el ex primer ministro Egal y varios otros políticos fueron condenados a largas penas de prisión y se persiguió a los disidentes. Se produjo una lucha de poder en las filas del SRC y Siad Barre finalmente ascendió hasta convertirse en el líder de Somalia. Salaad Gabeyre Kediye, quien había sido llamado el padre de la revolución, y Abdulkadir Dheel, un coronel del ejército de alto rango, fueron ejecutados en público por un pelotón de fusilamiento en 1972.
Barre, llamado el líder victorioso, comenzó a liderar el país en la dirección del socialismo científico y buscó crear una identidad nacional compartida en Somalia disminuyendo el papel y la influencia de los diversos clanes del país. Los nómadas fueron reasentados en comunas agrícolas, se llevó a cabo una gran campaña de alfabetización, se concedieron más derechos a las mujeres y se adoptó oficialmente la escritura latina para su uso en el idioma somalí. El gasto militar aumentó con la ayuda de la Unión Soviética, que proporcionó grandes volúmenes de equipo y entrenadores, y pronto Somalia poseyó una de las fuerzas militares más poderosas de África. Barre cultivó un culto a la personalidad a lo largo de sus 21 años de gobierno, buscando inspiración en sus ídolos, Kim Il-sung y Gamal Abdel Nasser.

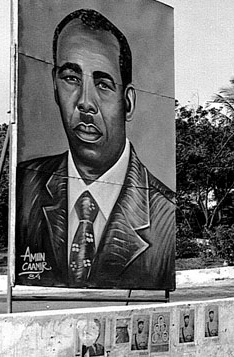
Cartel de Siad Barre en Mogadiscio.

El Concejo Supremo se disolvió en 1976. El Programa de las Naciones Unidas para el Desarrollo escribió en 2001 que «el régimen de 21 años de Siyad Barre tuvo uno de los peores historiales de derechos humanos en África», y el régimen de Barre persiguió y torturó a presuntos disidentes políticos durante décadas.

## Acusaciones de participación de la USSR
Aunque no se ha presentado ninguna evidencia oficial para apoyar esta teoría, las sospechas de la participación soviética en el golpe han sido generalizadas desde que se llevó a cabo la toma del poder en 1969. En ese momento, la Somalia poscolonial había estado recibiendo grandes volúmenes de apoyo militar de la Unión Soviética, incluidos vehículos, armas pequeñas y asistencia técnica en forma de asesores. Además, miles de oficiales militares somalíes habían sido enviados a la Unión Soviética para recibir capacitación en las academias militares del país y la Unión Soviética mantenía una base naval considerable en el país.  Se sabe que la estación de la KGB en Mogadishu fue notificada antes del golpe y que algunos de los conspiradores eran informantes soviéticos.
Salaad Gabeyre Kediye, uno de los principales arquitectos del golpe y ejecutado en 1972, era un informante de la KGB con nombre en código OPERADOR, según documentos del Archivo Mitrokhin y los escritos del historiador británico Christopher Andrew.